# Суровикин, Виталий Фёдорович
Виталий Фёдорович Суровикин (3 сентября 1933 года — 11 августа 2012 года) — советский и российский учёный, доктор технических наук, лауреат Ленинской премии, заслуженный химик РСФСР.

## Биография
Окончил Владивостокское высшее мореходное училище (1956).
В 1958—1968 годах работал в Омске в Научно-исследовательском конструкторско-технологическом институте шинной промышленности (НИКТИ ШП): инженер-конструктор, начальник отдела, главный конструктор и заместитель директора по научной работе.
В 1965 году заочно окончил аспирантуру ВНИИГАЗа, защитил кандидатскую диссертацию на тему «Исследование процесса образования сажи при разложении углеводородов в высокотемпературном турбулентном потоке продуктов полного сгорания».
С 1968 года директор ВНИИ сажевой промышленности (ВНИИСП, переименован в 1974 году во ВНИИ технического углерода (ВНИИТУ)), который был создан на базе сажевого отдела НИКТИ ШП и Омского сажевого завода.
В 1979 году защитил в МХТИ докторскую диссертацию на тему «Теория и практика интенсификации технологических процессов получения сажи печным способом из нефтяных и каменноугольных масел». Профессор по специальности «Химическая технология топлива и газа» (1982).
Автор научных работ в области кинетики и термохимии, диффузии и теплообмена в реакционном пространстве при синтезе твёрдого дисперсного углерода.
Похоронен на Западном кладбище в Омске.

## Награды
- Ленинская премия 1963 года — за разработку процесса получения высокодисперсной сажи из жидких углеводородов.

Заслуженный химик РСФСР. Награждён орденами «Знак Почёта» (1971) и Трудового Красного Знамени (1977).